# Фенофибрат
Фенофибрат (англ. fenofibrate) — международное непатентованное название медикамента с гиполипидемическим, урикозурическим и антиагрегационным действием. Применяется для снижения уровня холестерина у пациентов с рисками сердечно-сосудистых заболеваний. Действует на PPARα, активируя липопротеинлипазу и снижая уровень апобелка CIII, что повышает липолиз и приводит к удалению триглицерид-богатых частиц из плазмы. В печени это проявляется нормализацией липидного обмена и снижением содержания фракций липидов, вызывающих атеросклероз (ЛПОНП, мелкие плотные ЛПНП), наряду с этим повышаются уровни антиатерогенных ЛПВП.
Стимулируя рецепторы в клетках сосудов, фенофибрат снижает микрососудистые осложнения диабета: ретинопатию, полинейропатию, нефропатию. Снижает содержание мочевой кислоты, что важно для пациентов с подагрой.
В августе 2021 года исследователи из Великобритании и Италии сообщили о результатах лабораторного исследования, согласно которым фенофибрат может значительно снизить инфицирование SARS-CoV-2, вирусом, вызывающим COVID-19, in vitro. Клинические исследования данного препарата в качестве терапии COVID-19 на ноябрь 2021 не завершены.